# Donald Mennie

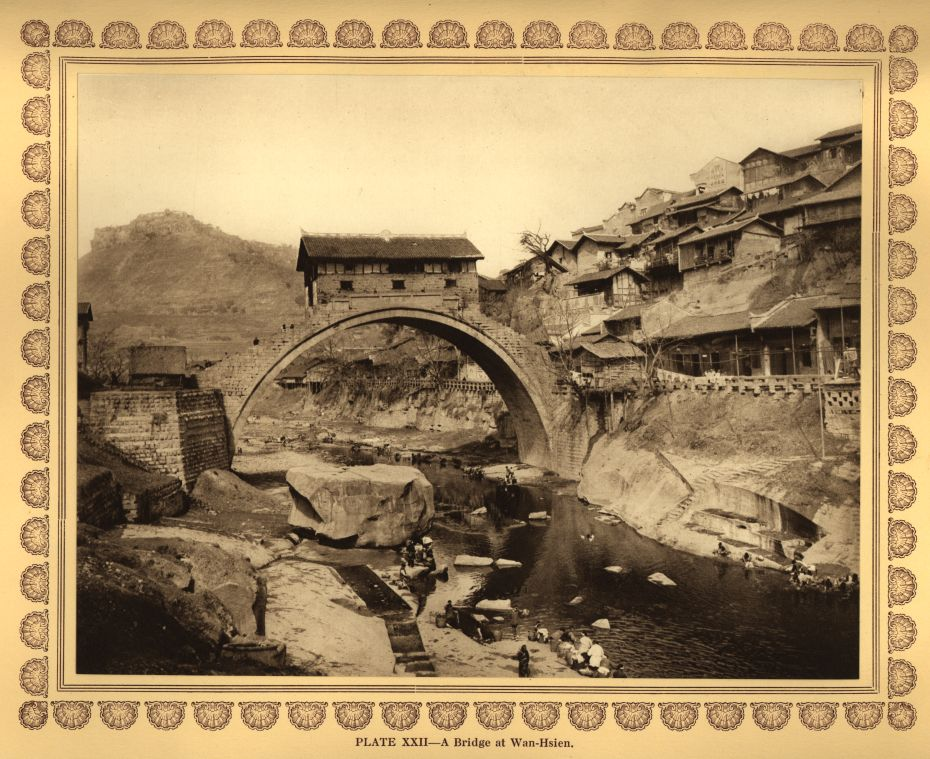
A Bridge at Wan-Hsien, Plate XXII från The Grandeur of the Gorges, utgiven 1926.

Donald Mennie, född 9 mars 1875, Golspie i Sutherland i Skottland, död 10 januari 1944 i Shanghai i Kina, var en skotsk affärsman och amatörfotograf som var verksam i Kina under första halvan av 1900-talet.

## Biografi
Mennie var son till Adam Mennie (?-1889), en apotekare, och hans fru Barbara Macleod. Han hade en äldre bror, James, och en yngre bror, Adam. Hans bror verkar också ha varit apotekare. Lite är känt om Mennies tidiga år eller hur han kom till Kina, men efter att ha kommit dit 1899 arbetade han först som assistent i företaget Mactavish & Lehman & Co. i Peking och började sedan hos A.S. Watson & Co. i Shanghai, och blev så småningom företagets verkställande direktör.
1921 gjorde Mennie en resa till England och angav sin kontakt som sin underordnade direktören på Watson & Co Mr Chisolm, vilket tydde på att han var ogift. År 1934 listades Watson & Co som "grossist- och detaljhandelskemister, apotekare, & vin-, sprit- och cigarrhandlare; Återförsäljare av alla typer av fotografiska kemikalier & apparater". Från 1920 till sin död 1941 var Mennie en mycket mäktig entreprenör i kustnära Kina. Lungwha-lägerhistorikern Greg Leck rapporterade att Mennies namn förekommer på en lista över brittiska internerade i Shanghai, med ett Lunghwa Camp-nummer och "Lunghwa" bredvid hans namn.
Mennies första kända verk som fotograf var illustrationerna i duoton till Elizabeth Coopers "My Lady of the Chinese Courtyard", en berättelse om kvinnors liv i Kina som publicerades i New York 1914 och som publicerades i ett antal omtryck. Han började uppenbarligen omfattande resor under dessa år och fortsatte med att publicera sina egna fotoböcker med början 1920 med ett mjukt omslag och ett relativt blygsamt album med 30 vandyke fotogravyrer China by Land & Water publicerade av A.S Watson and Co.
Som fotograf använde Mennie troligen våtplåtsprocessen, som redan på sin tid i stort sett föråldrad metod, och för sina publicerade tryck använde han sig främst av fotogravyr, en process som betonade den bildmjukhet och subtila tonala variation som passade hans intresse för pictorialism. Några av hans publicerade bilder var handfärgade. Hans motiv framkallade en romantisk vision av "antika Kina", med dammiga husvagnar, dimmiga landsbygdsdalar, gamla palats och Kinesiska muren. 
Mellan 1914 och 1927 publicerade han flera böcker av sina bilder, inklusive The Pageant of Peking (1920), som gav utsikt över Peking och dess omgivningar, tryckta foliostorlekar och inbundna i blått siden, Glimpses of China (1920 ?), Kina, North och South (1922), The Grandeur of the Gorges (1926), som visar scener längs Yangtzefloden för vilka Mennie föreslogs som medlem av Royal Geographical Society, och Pictures of Peking (efter 1900).
Han avled på ett sanatorium i Shanghai 1944.